# El Obeid

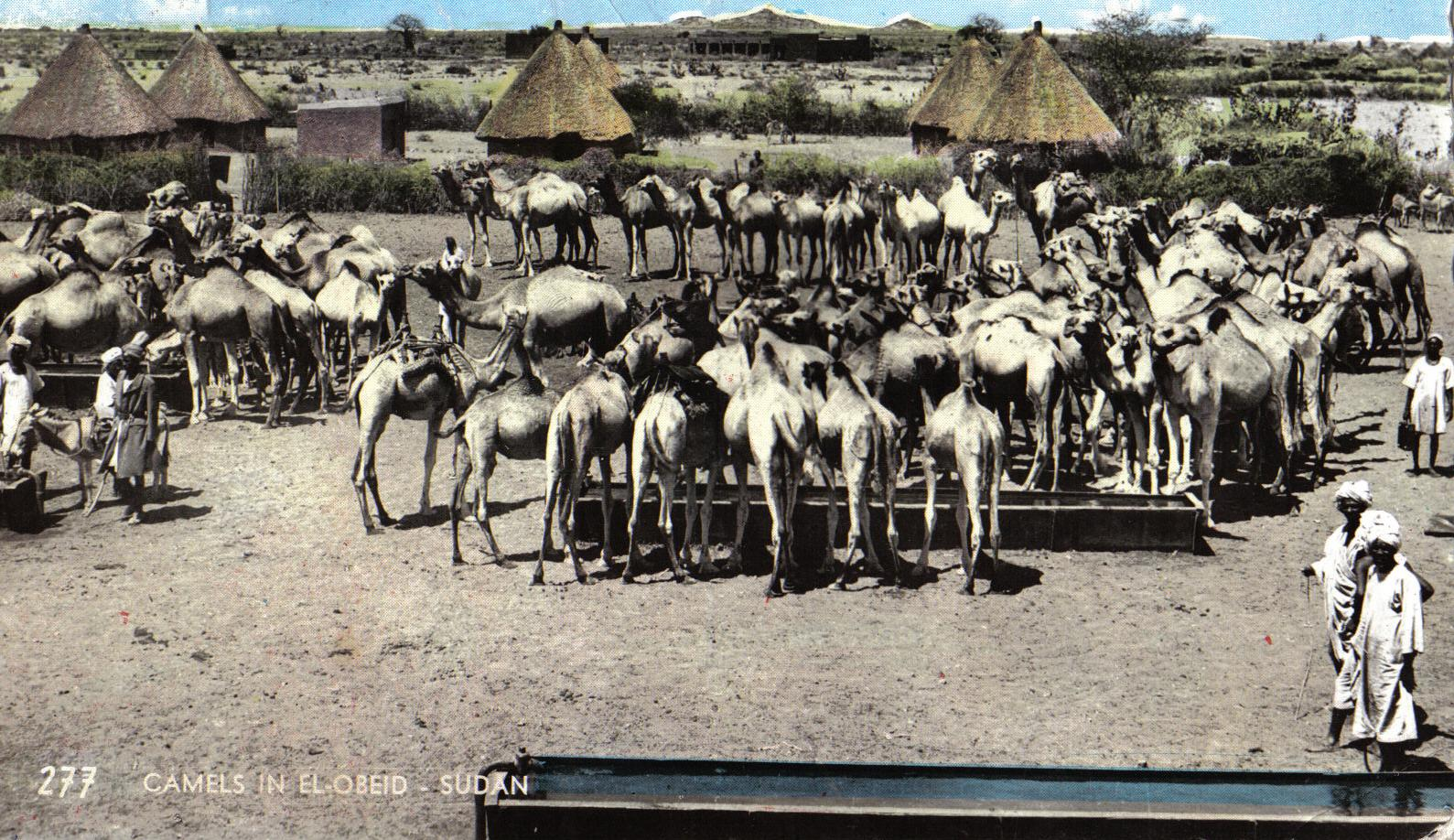
Camells a la rodalia de la ciutat, vers 1966

Al-Ubayyid, sovint escrit com El Obeid (àrab: الأبيض, al-Ubayyiḍ), és una ciutat del Sudan, capital de l'estat de Kurdufan del Nord. El 2008 tenia 340.940 habitants i el 2010 de 398.993 habitants. És un centre de comunicacions destacat, final d'una línia fèrria, i punt de sortida i arribada de diverses rutes de caravanes de camells i de carreteres, i el punt d'arribada dels pelegrins procedents de Nigèria amb destinació a l'Aràbia Saudita.
La ciutat fou fundada pels egipcis el 1821 però fou greument malmesa quan fou conquerida per les forces del mahdi Muhammad Ahmad el gener del 1883. Va ser restaurada a partir del 1898. La majoria de la població és musulmana i els cristians són una petita minoria, però hi ha una església catedral. El 1956 tenia 47.700 habitants. Modernament s'ha establert a la ciutat una refineria de petroli i gaudeix també d'un aeroport internacional, una universitat regional (Universitat de Kordofan, fundada el 1990) i un museu. De 90.060 habitants que donava al cens de 1973 es va passar a 141.528 al de 1983 i a 229.425 al de 1993. La Missió de les Nacions Unides al Sudan va establir la seva base en aquesta ciutat. Algunes de les carreteres que surten de la ciutat, especialment la que va a Khartum han estat arranjades. L'activitat principal és agrícola amb el comerç de les plantes oleaginoses i altres productes de la zona; és també un centre de comerç de la goma aràbiga.
Durant el Conflicte al Sudan del 2023, entre abril i maig de 2023 les Forces Armades Sudaneses van repel·lir diversos assalts de les Forces de Suport Ràpid a El Obeid i el 30 de maig va envoltar completament la ciutat, que va quedar assetjada, prenent el control del sud i oest de la ciutat i l'aeroport d'El Obeid al juliol, i la resta de la ciutat al setembre.